# Новожилово (Владимирская область)
Новожи́лово — деревня в Александровском районе Владимирской области России, входит в состав Каринского сельского поселения. 

## География
Деревня расположена в 26 км на юго-запад от центра поселения села Большое Каринское и в 30 км на юго-запад от города Александрова. 

## История
В XIX — начале XX века деревня называлась Новопоселенская слободка и входила в состав Ботовской волости Александровского уезда, с 1926 года — в составе Карабановской волости. В 1859 году в деревне числилось 44 дворов, в 1905 году — 60 дворов, в 1926 году — 80 дворов.
В 1920-е годы деревня была переименована в Новожилы. С 1929 года деревня входила в состав Алексинского сельсовета Александровского района, с 1941 года — центр Новожиловского сельсовета Струнинского района, с 1959 года — в составе Лизуновского сельсовета, с 1965 года — в составе Александровского района, с 2005 года — в составе Каринского сельского поселения.

## Население
| 1859 | 1905 | 1926 | 2002 | 2010 | 2021 |
| ---- | ---- | ---- | ---- | ---- | ---- |
| 290  | ↗350 | ↗368 | ↘45  | ↘29  | ↗50  |